# .sk
A .sk Szlovákia internetes legfelső szintű tartomány kódja 1993 óta. Csak szlovák állampolgárok regisztrálhatnak ilyen címeket. Lehetséges második szintű tartományok bejegyzése vagy harmadik szintű regisztrálás is több különböző domain alá.